# Коркатово
Корка́тово (рос. Коркатово, марій. Кокласола) — присілок у складі Моркинського району Марій Ел, Росія. Адміністративний центр Коркатовського сільського поселення.

## Населення
Населення — 694 особи (2010; 742 у 2002).
Національний склад (станом на 2002 рік):
- лучні марійці — 99 %